# Pölseviken
Pölseviken är en ort i Skee socken i Strömstads kommun i Västra Götalands län. Pölseviken klassades av SCB som småort år 2005, men ej som småort 2010 men återigen från 2015 till 2023.